# Maicol Berretti
Maicol Berretti (sinh 1 tháng 5 năm 1989) là cầu thủ bóng đá người San Marino hiện đang thi đấu ở vị trí tiền vệ cho câu lạc bộ Libertas.

## Sự nghiệp thi đấu quốc tế
Berretti thi đấu quốc tế lần đầu vào ngày 21 tháng 11 năm 2007, trong trận đấu thuộc khuôn khổ Vòng loại UEFA Euro 2008 trước Slovakia.